# Union County (Kentucky)
Union County is een county in de Amerikaanse staat Kentucky.
De county heeft een landoppervlakte van 894 km² en telt 15.637 inwoners (volkstelling 2000). De hoofdplaats is Morganfield.